# هيرب كيرك
هيرب كيرك (بالإنجليزية: Herb Kirk)‏ هو منافس ألعاب قوى أمريكي، ولد في 2 أكتوبر 1895، وتوفي في 3 أكتوبر 2001 بسبب ذات الرئة.